# Digitalização de livros

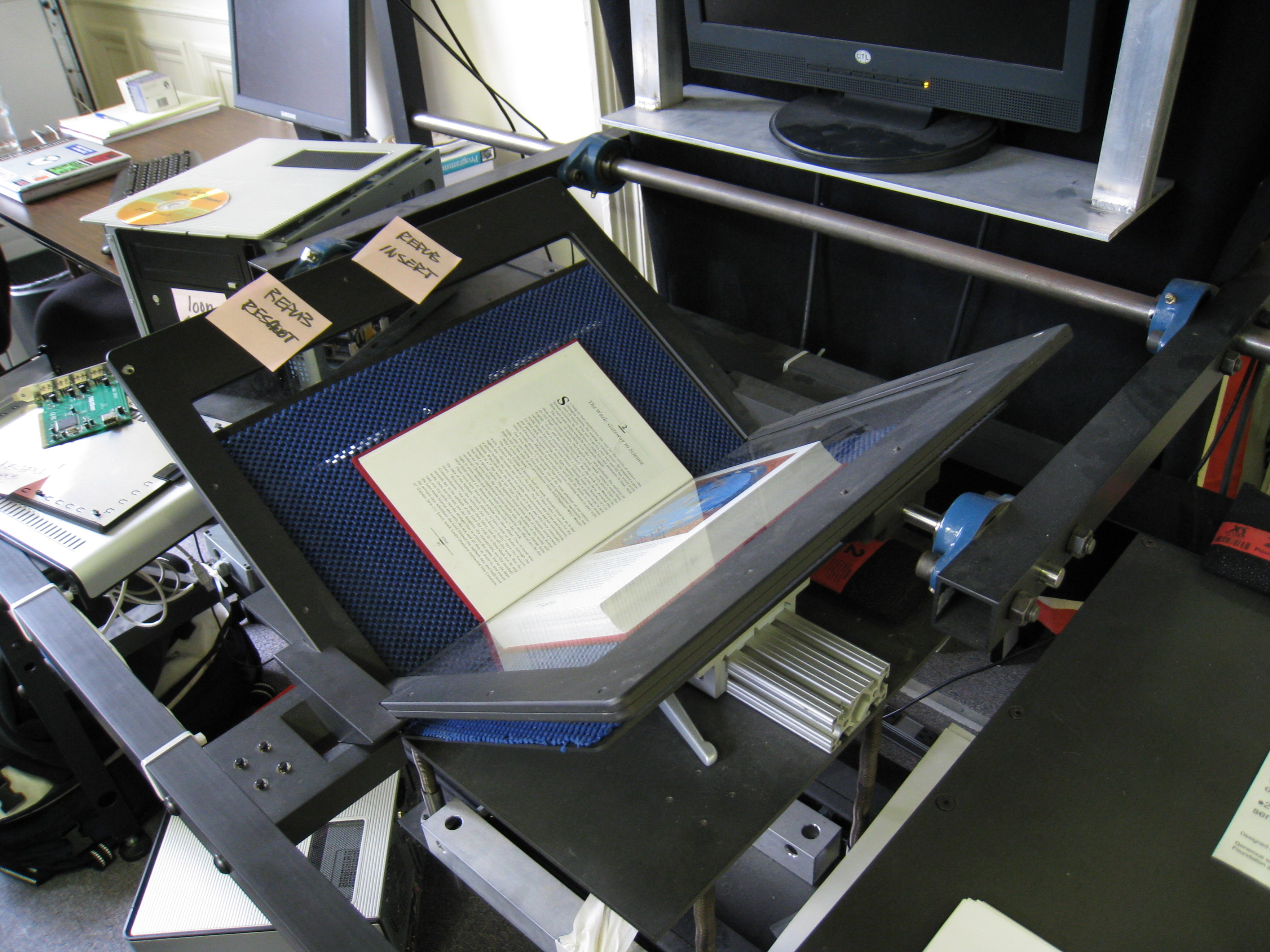
Um digitalizador de livros - Internet Archive

A Digitalização de livros é um processo pelo qual se capturam as imagens das página de um livro em papel, com recurso a um digitalizador que as convertem em formatos digitais. É uma técnica habitualmente utilizada por bibliotecas digitais, como o Google Book Search, o Projeto Gutenberg, o Distributed Proofreaders, ou a Biblioteca Nacional Digital. 
Geralmente, após a digitalização das páginas, estas são submetidas a um reconhecimento óptico de caracteres (OCR) através do qual se geram documentos de texto (em formato TXT, RTF, PDF, ou outros) para facilitar a busca de conteúdos e a leitura em computadores e PDA. 
O processo de digitalização pode ser manual, automático (ou robotizado) ou parcialmente automático. Um protótipo de um scanner-robô, pesquisado pela empresa austríaca Treventus venceu na  Cebit 2007, o Grande Prêmio" do European Information and Communication Technology Award.. 
Existem grupos especializados de digitalização de livros, tanto empresarias, quanto amadores que se dedicam a construção de seus próprios digitalizadores de livros artesanais.

## Digitalização destrutiva
Neste tipo de digitalização, a lombada do livro é cortada fora, transformando o livro numa pilha de papéis que é rapidamente digitalizada por um digitalizador comum, com ganhos de qualidade e rapidez em relação ao processo com um livro inteiro.

## Digitalização não destrutiva

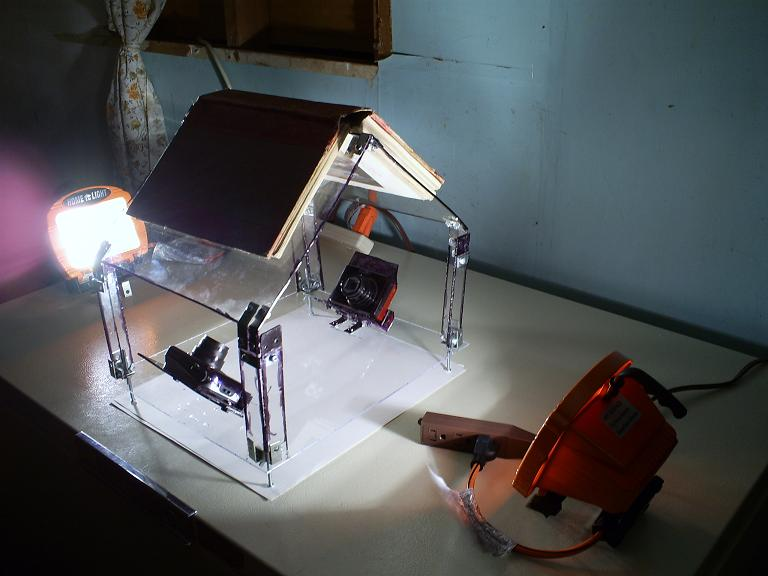
Um exemplo de um digitalizador de livros artesanal, onde a força da gravidade ajuda a achatar as páginas do livro.

Este tipo de digitalização evita a destruição do livro, com digitalizadores específicos para livros que evitam áreas escuras e minimizam os riscos de o livro ser danificado ou a imagem digitalizada ficar distorcida. Estes tipos de digitalizadores também procuram estender a área útil do digitalizador o mais próximo possível da borda, para assim permitir que o livro possa ficar com um dos lados suspensos, enquanto a página de interesse é digitalizada.
O primeiro scanner de livros totalmente automatizado foi o DL (Digitizing Line), fabricado pela empresa suíça 4DigitalBooks. Sua primeira instalação conhecida ocorreu na Universidade de Stanford em 2001. O scanner recebeu o prêmio Dow Jones Runner-Up na categoria Aplicações Empresariais em 2001.
Em 2007, a empresa TREVENTUS apresentou um digitalizador automático com um ângulo de abertura de 60° para digitalização, aprimorando a conservação dos livros durante o processo. Esse projeto foi premiado com o ICT Grand Prize 2007 da União Europeia. A tecnologia foi utilizada em um projeto de digitalização em massa da Biblioteca Estatal da Baviera, no qual 8.900 livros do século XVI foram digitalizados em 18 meses com o uso de três scanners do tipo "V-shape".
A maioria dos scanners robóticos comerciais utiliza tecnologia de fluxo de ar e sucção para virar páginas, enquanto alguns modelos mais avançados incorporam dedos biônicos para essa função. Sensores ultrassônicos ou fotoelétricos são empregados para detectar páginas duplas e evitar a omissão de conteúdo. Alguns dos modelos mais sofisticados são capazes de digitalizar até 2.900 páginas por hora, sendo projetados especialmente para projetos de digitalização em larga escala.
Pesquisadores da Universidade de Tóquio criaram um digitalizador de livros experimental  que inclui um digitalizador de superfície tridimensional e que possibilita que imagens de uma superfície curva sejam planificadas através de software, possibilitando digitalizar imagens tão rápidas quanto o operador possa virar as páginas do livro - por volta de 200 páginas por minuto.

## Equipamentos para a digitalização de livros
No mercado diversos modelos competem pelo melhor desempenho no que se refere à digitalização de documentos e livros. A agilidade, design e principalmente a facilidade do uso do aparelho são fatores que determinam a escolha desse ou daquele equipamento. Na digitalização de livros em especial, destacam-se no mercado os produtos da marca Joyusing. Esses dispositivos utilizam recursos ópticos poderosos e resoluções de imagem que garantem um arquivo de boa qualidade e altamente legível. Além disso, contam com o recurso de OCR que permite o reconhecimento de caracteres, o que transforma as páginas dos livros digitalizados em páginas com conteúdo pesquisável. 